# Saint Peter, Montserrat
Saint Peter är en av tre parishes på Montserrat. Parishen täcker den nordvästra delen av ön. Den är den enda bebodda parishen på Montserrat sedan 1997 då vulkanen Soufrière Hills fick ett kraftigt utbrott och gjorde resten delen av ön obeboelig.